# Apeadeiro de Várzea da Mão
O Apeadeiro de Várzea da Mão, igualmente denominado de Vargem da Mão, é uma interface encerrada da Linha do Algarve, que servia a localidade de Várzea da Mão, no concelho de Loulé, em Portugal.

## História

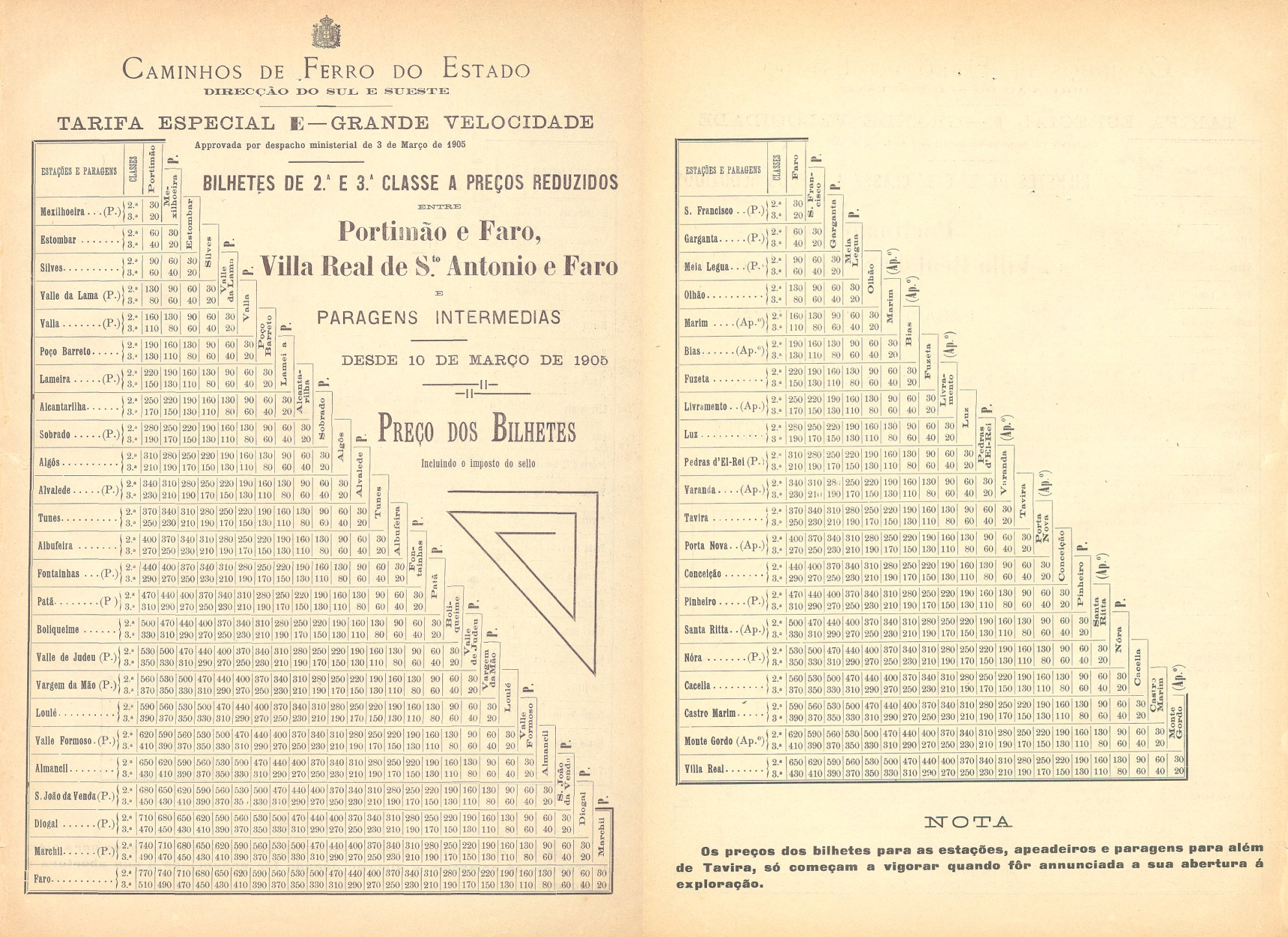
Aviso de 1905, onde esta interface surge com a categoria de paragem, e o nome de Vargem da Mão.

O Apeadeiro de Várzea da Mão está situado no tramo da Linha do Algarve entre Tunes e Faro, que foi inaugurado em 1 de Julho de 1889, pela divisão dos Caminhos de Ferro do Sul e Sueste do governo português.